# Gadget Man
Gadget Man, på svenska Teknikkungen, är en brittisk tv-serie från 2012–2014 på kanalen Channel 4. Programmet handlar om prylar och uppfinningar som kan göra vardagen bättre. Den tredje säsongen började visas den 25 augusti 2014.
Programmet hade premiär den 19 november 2012. De två första säsongerna består av sex avsnitt vardera. Den första säsongen var Stephen Fry programledare och programmet kallades Stephen Fry's Gadget Man. Sedan den andra säsongen är Richard Ayoade programledare.

## Säsonger

### Säsong 1
| Avsnitt | Titel             | Datum            | Gäster                                     |
| ------- | ----------------- | ---------------- | ------------------------------------------ |
| 1       | Super Commuter    | 19 november 2012 | Jonathan Ross                              |
| 2       | Tasty Tech        | 26 november 2012 | Derren Brown, Carol Vorderman och Jo Brand |
| 3       | Work Made Easy    | 3 december 2012  | Alan Sugar                                 |
| 4       | Fun and Games     | 10 december 2012 | Jeremy Clarkson                            |
| 5       | Body Beautiful    | 17 december 2012 | Amy Childs och Kelly Holmes                |
| 6       | Christmas Special | 24 december 2012 |                                            |

### Säsong 2
| Avsnitt | Titel              | Datum             | Gäster                                               |
| ------- | ------------------ | ----------------- | ---------------------------------------------------- |
| 1       | The Great Outdoors | 2 september 2013  | Stephen Mangan                                       |
| 2       | Rise and Shine     | 9 september 2013  | Sara Cox och John Humphrys                           |
| 3       | Child's Play       | 16 september 2013 | Denise van Outen och Hugh Dennis                     |
| 4       | Summer Holiday     | 23 september 2013 | Noel Fielding                                        |
| 5       | Home Improvement   | 30 september 2013 | Anna Ryder Richardson, Andy Kane, och Charlie Luxton |
| 6       | Smaller is Better  | 7 oktober 2013    | Jimmy Carr och Alex James                            |